# Virène
Virène – rzeka we Francji, przepływająca przez tereny departamentów Manche i Calvados, o długości 12,8 km. Stanowi dopływ rzeki Vire.